# Grand Prix Formule 1 van België 2001
De Grand Prix Formule 1 van België 2001 werd gehouden op 2 september 2001 op Spa-Francorchamps in Spa.

## Uitslag
| Pos. | Nr. | Coureur               | Constructeur       | Rondes | Tijd / Oorzaak uitval | Grid | Punten |
| ---- | --- | --------------------- | ------------------ | ------ | --------------------- | ---- | ------ |
| 1    | 1   | Michael Schumacher    | Scuderia Ferrari   | 36     | 1:08:05.002           | 3    | 10     |
| 2    | 4   | David Coulthard       | McLaren - Mercedes | 36     | +10.098               | 9    | 6      |
| 3    | 7   | Giancarlo Fisichella  | Benetton Formula   | 36     | +27.742               | 8    | 4      |
| 4    | 3   | Mika Häkkinen         | McLaren - Mercedes | 36     | +36.087               | 7    | 3      |
| 5    | 2   | Rubens Barrichello    | Scuderia Ferrari   | 36     | +54.521               | 5    | 2      |
| 6    | 12  | Jean Alesi            | Jordan-Honda       | 36     | +59.684               | 13   | 1      |
| 7    | 5   | Ralf Schumacher       | Williams-BMW       | 36     | +59.986               | 2    |        |
| 8    | 10  | Jacques Villeneuve    | BAR-Honda          | 36     | +1:04.970             | 6    |        |
| 9    | 22  | Heinz-Harald Frentzen | Prost Grand Prix   | 35     | +1 Ronde              | 4    |        |
| 10   | 14  | Jos Verstappen        | Arrows - Asiatech  | 35     | +1 Ronde              | 19   |        |
| 11   | 9   | Olivier Panis         | BAR-Honda          | 35     | +1 Ronde              | 11   |        |
| 12   | 15  | Enrique Bernoldi      | Arrows - Asiatech  | 35     | +1 Ronde              | 21   |        |
| 13   | 20  | Tarso Marques         | Minardi            | 31     | +5 Rondes             | 22   |        |
| DNF  | 11  | Jarno Trulli          | Jordan-Honda       | 31     | Motor                 | 16   |        |
| DNF  | 8   | Jenson Button         | Benetton Formula   | 17     | Gespind               | 15   |        |
| DNF  | 6   | Juan Pablo Montoya    | Williams-BMW       | 1      | Motor                 | 1    |        |
| DNF  | 19  | Pedro de la Rosa      | Jaguar Racing      | 1      | Botsing               | 10   |        |
| DNF  | 16  | Nick Heidfeld         | Sauber - Petronas  | 0      | Botsing               | 14   |        |
| DNS  | 17  | Kimi Räikkönen        | Sauber - Petronas  | 0      | Transmissie           | 12   |        |
| DNS  | 18  | Eddie Irvine          | Jaguar Racing      | 0      | Botsing               | 17   |        |
| DNS  | 23  | Luciano Burti         | Prost Grand Prix   | 0      | Botsing               | 18   |        |
| DNS  | 21  | Fernando Alonso       | Minardi            | 0      | Versnellingsbak       | 20   |        |

## Wetenswaardigheden
- Laatste race: Tarso Marques, Luciano Burti
- Laatste podium: Benetton
- Zowel het Arrows-team als het Minardi-team kwalificeerden zich buiten de 107%-tijd van de polesitter. Echter, omdat de kwalificatie in regenomstandigheden gereden werd, mochten zij toch starten.
- In de eerste start bleven Heinz-Harald Frentzen en Ralf Schumacher staan op de startgrid. In de tweede start moesten zij achteraan starten.
- De eerste startrij werd volledig bezet door het Williams-team. Zij moesten echter bij de tweede start achteraan starten.
- Jean Alesi kon Ralf Schumacher van zich afhouden en scoorde zo zijn eerste punt voor het Jordan-team. Het was ook het laatste punt van zijn Formule 1-carrière.
- In ronde 4 reed Luciano Burti door Blanchimont, maar maakte contact met de wagen van Eddie Irvine, waarbij zijn voorvleugel afbrak. Hij verloor de grip en reed met meer dan 290 kilometer per uur de bandenstapel in. Door zijn verwondingen moest hij de rest van het seizoen missen. De race herstartte over 36 ronden, met de resultaten van deze race als het eindresultaat.
- Kimi Räikkönen, Eddie Irvine, Luciano Burti en Fernando Alonso namen niet deel aan de tweede start van de race. ( Opmerking: Kennelijk geldt daardoor voor deze vier rijders een DNS als officieel resultaat van de grandprix en geen DNF, al zouden daar verschillende lezingen over zijn).[1][2]

## Statistieken
| Snelste ronde | Michael Schumacher | Scuderia Ferrari | 1:49.758 |

## Noot
- Dit was de 52ste Grand Prix-winst voor Michael Schumacher, en hiermee vestigde hij een nieuw record. Hij verbrak het record van Alain Prost (51), gevestigd tijdens de Grote Prijs van Duitsland van 1993.

1925 · 1930 · 1931 · 1933 · 1934 · 1935 · 1937 · 1939 · 1947 · 1949 · 1950 · 1951 · 1952 · 1953 · 1954 · 1955 · 1956 · 1958 · 1960 · 1961 · 1962 · 1963 · 1964 · 1965 · 1966 · 1967 · 1968 · 1970 · 1972 · 1973 · 1974 · 1975 · 1976 · 1977 · 1978 · 1979 · 1980 · 1981 · 1982 · 1983 · 1984 · 1985 · 1986 · 1987 · 1988 · 1989 · 1990 · 1991 · 1992 · 1993 · 1994 · 1995 · 1996 · 1997 · 1998 · 1999 · 2000 · 2001 · 2002 · 2004 · 2005 · 2007 · 2008 · 2009 · 2010 · 2011 · 2012 · 2013 · 2014 · 2015 · 2016 · 2017 · 2018 · 2019 · 2020 · 2021 · 2022 · 2023 · 2024 · 2025 · 2026 · 2027 · 2029 · 2031